# Цифров сертификат
Цифров сертификат (на английски: digital certificate, на български се използва и удостоверение или дигитално удостоверение) е електронен (или печатен) документ, издаден от специално упълномощен сертификационен център (в България – доставчик на удостоверителни услуги), който свързва персоналните данни на притежателя на цифровия сертификат с някакви атрибути.
В частния случай на сертификат на публичния ключ, използван например в PKI, сертификатът удостоверява принадлежността на публичния ключ на даден субект. Сертификатът трябва да съдържа името на субекта, срока на валидност, публичния ключ, името на сертификационния център, политиката за използване на частния ключ, съответстващ на публичния, както и други параметри. Сертификационният център носи пълната отговорност за издаването на сертификата и за внасянето на промени в него, както и за предаване на заявителя на съответния носител, върху които са записани удостоверението и частният ключ. Най-често използвани носители са криптографски смарт-карти с размер на банкова карта или на SIM карта.
Когато сертификатът е в електронна форма, той трябва да е заверен с електронен подпис на сертификационния център. Сертификатът има определен срок на валидност и може да бъде подновен след изтичането на този срок. Отменените сертификати подлежат също на отчетност и се водят в специални регистри (certificate revocation lists – CRL).
Сертификатът на публичния ключ се използва за идентифициране на субекта и за уточнение на операциите, които той има право да извършва с частния си ключ, удостоверен с този сертификат.
Форматът на сертификат на публичния ключ по стандарт X.509 v3 е описан в RFC 2459.